# Красноспинный ара
Красноспинный ара (лат. Primolius maracana) — вид птиц из семейства попугаевых.

## Внешний вид
Длина тела 41—44 см, хвоста 22 см. Оперение зелёное, голова с голубоватым оттенком. Щёки красно-жёлтого цвета в основном неоперённые или с небольшим количеством перьев. Лоб багряно-красного цвета. Такого же цвета пятна на нижней части спины и на животе. На крыле имеется синяя полоса, снизу крыло зелёное. Нижняя сторона рулевых перьев серо-жёлтого цвета. Надхвостье оливково-зелёное, хвост красно-коричневый, с голубым концом. Клюв чёрный, радужка оранжево-красная. Лапы светлые. Самка от самца отличается несколько меньшими размерами красного пояска на лбу и бледными тонами красного цвета надхвостья.

## Распространение
Обитает на востоке Бразилии и в Парагвае.

## Образ жизни
Типичный обитатель тропических лесов, в основном их верхнего и среднего ярусов.

## Размножение
В кладке обычно 2 яйца, которые насиживает одна самка 24 дня. Молодые птенцы покидают гнездо в возрасте 7 недель, но родители их опекают и подкармливают ещё около месяца. По окраске молодые сходны с родителями, но не имеют красного цвета на лбу и брюхе, на голове больше желтизны, как и в основном окрасе туловища.

## Содержание
Часто содержат в домашних условиях. Если с раннего возраста они воспитаны человеком, то становятся ласковыми, ручными птицами. У этих птиц довольно спокойный характер, не слишком резкий голос.